# Wolodymyriwka (Baschtanka)
Wolodymyriwka (ukrainisch Володимирівка; russisch Владимировка Wladimirowka) ist ein Dorf im Osten der ukrainischen Oblast Mykolajiw mit etwa 2800 Einwohnern (2001).

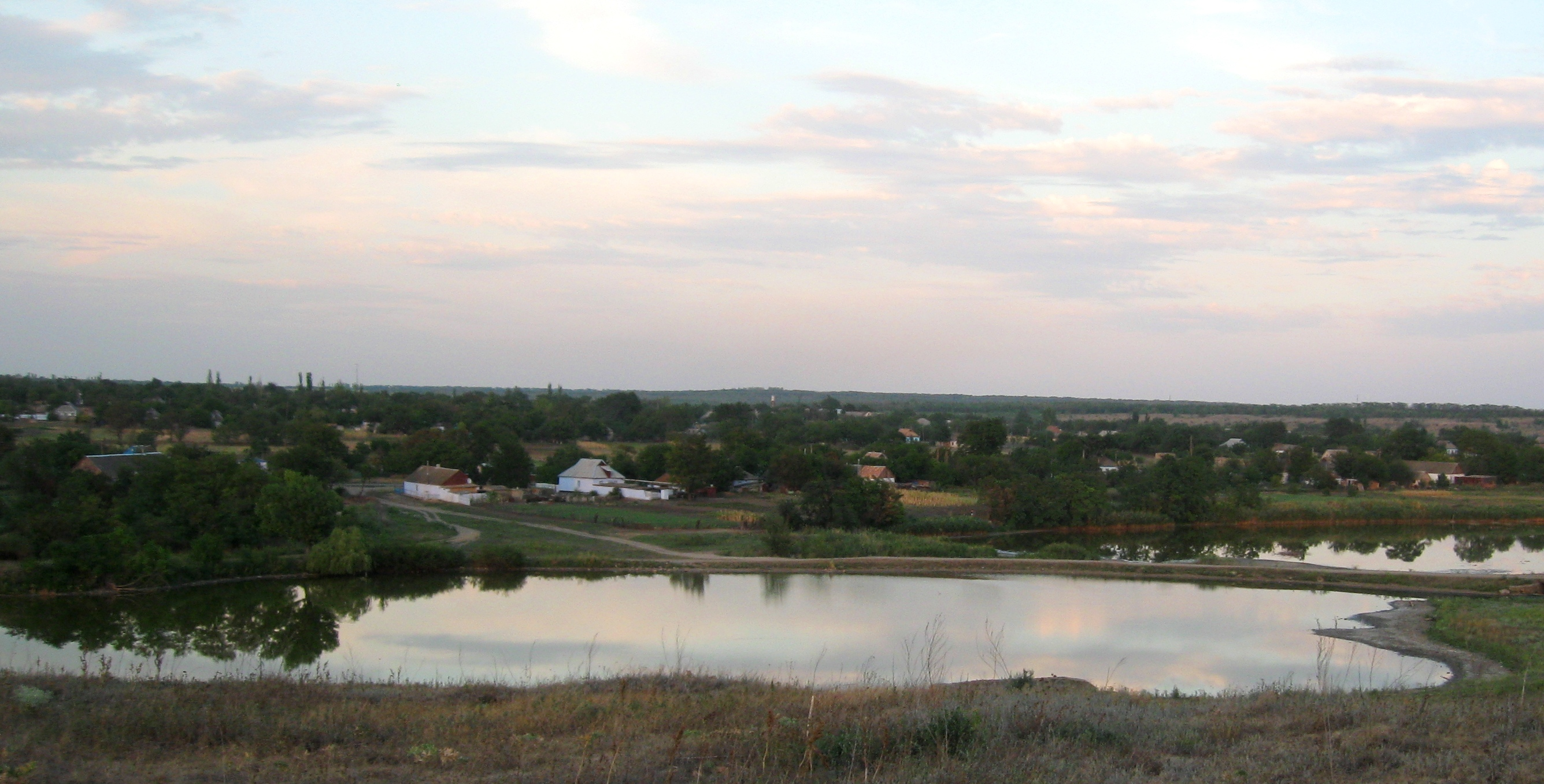
Blick über den Wyssun auf Wolodymyriwka

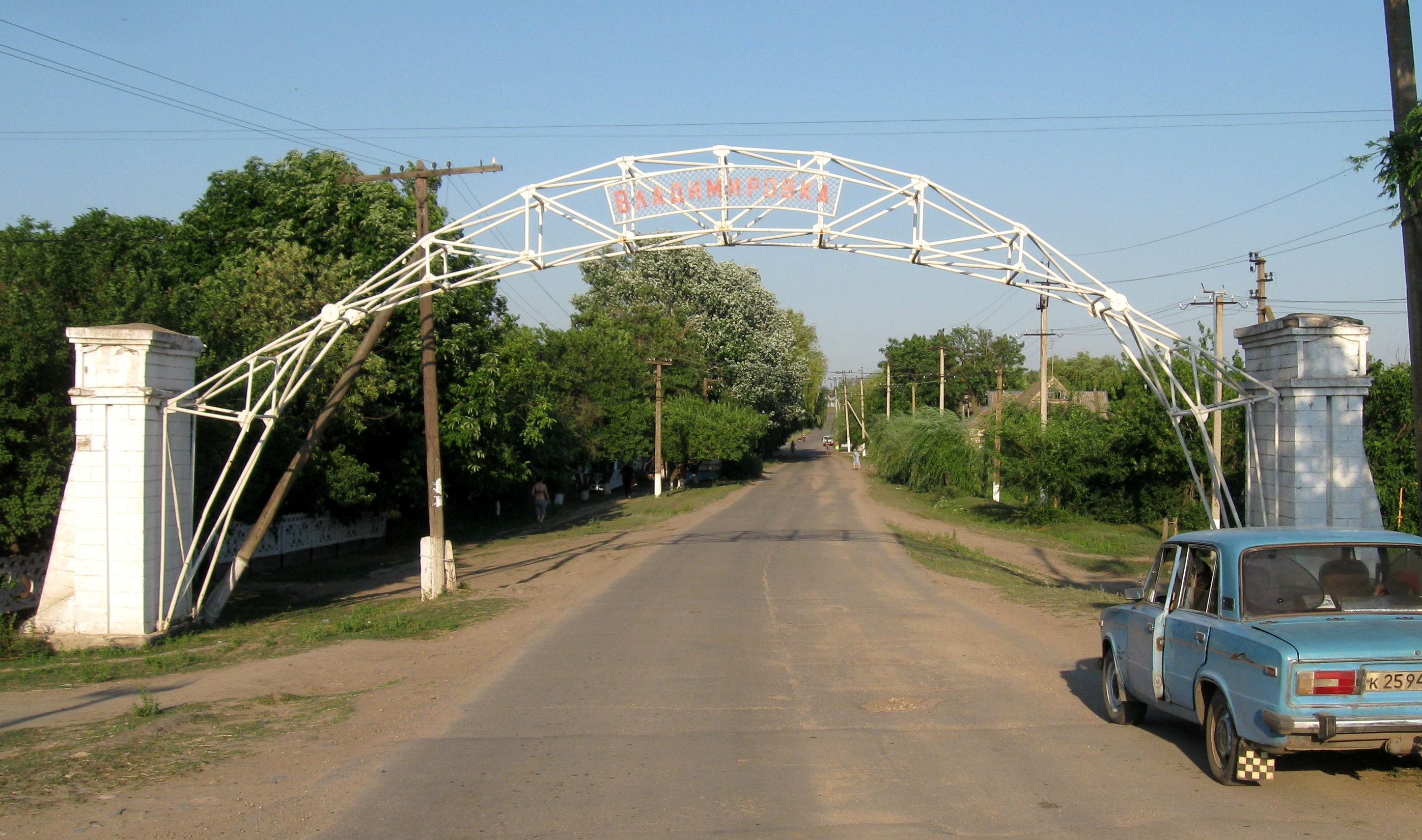
Ortseingang von Wolodymyriwka

Das 1810 gegründete Dorf liegt am Ufer des Wyssun etwa 40 km südlich der Rajonhauptstadt Kasanka und etwa 125 km nordöstlich vom Oblastzentrum Mykolajiw. Westlich von Wolodymyriwka verläuft die Territorialstraße T–15–12.

## Verwaltungsgliederung
Am 4. August 2017 wurde das Dorf zum Zentrum der neugegründeten Landgemeinde Wolodymyriwka (Володимирівська сільська громада/Wolodymyriwska silska hromada). Zu dieser zählten auch noch die Matrono-Wassyliwka, Nowoblakytne, Nowosillja, Oleksandriwka, Prywillja, Sorja und Wolna sowie die Ansiedlung Lissowe, bis dahin bildete es zusammen mit den Dörfern Nowosillja sowie der Ansiedlung Lissowe die gleichnamige Landratsgemeinde Wolodymyriwka (Володимирівська сільська рада/Wolodymyriwska silska rada) im Süden des Rajons Kasanka.
Am 12. Juni 2020 kamen noch die 8 weitere Dörfer zum Gemeindegebiet.
Am 17. Juli 2020 kam es im Zuge einer großen Rajonsreform zum Anschluss des Rajonsgebietes an den Rajon Baschtanka.
Folgende Orte sind neben dem Hauptort Wolodymyriwka Teil der Gemeinde:
| Name                     | Name              | Name                                    |
| ukrainisch transkribiert | ukrainisch        | russisch                                |
| ------------------------ | ----------------- | --------------------------------------- |
| Lissowe                  | Лісове            | Лесовое (Lessowoje)                     |
| Matrono-Wassyliwka       | Матроно-Василівка | Матрёно-Василевка (Matrjono-Wassilewka) |
| Nowoblakytne             | Новоблакитне      | Новоблакитное (Nowoblakitnoje)          |
| Nowosillja               | Новосілля         | Новоселье (Nowoselje)                   |
| Nowotschudnewe           | Новочудневе       | Новочудново (Nowotschudnowo)            |
| Oleksandriwka            | Олександрівка     | Александровка (Aleksandrowka)           |
| Panassiwka               | Панасівка         | Панасовка (Panassowka)                  |
| Prywillja                | Привілля          | Приволье (Priwolje)                     |
| Ropowe                   | Ропове            | Ропово (Ropowo)                         |
| Schewtschenkowe          | Шевченкове        | Шевченково (Schewtschenkowo)            |
| Skobelewe                | Скобелеве         | Скобелево (Skobelewo)                   |
| Suchodillja              | Суходілля         | Суходолье (Suchodolje)                  |
| Sorja                    | Зоря              | Заря (Sarja)                            |
| Wesselyj Kut             | Веселий Кут       | Весёлый Кут (Wessjoly Kut)              |
| Wolja                    | Воля              | Воля                                    |
| Wolna                    | Волна             | Волна                                   |